# Sade Adu
Sade Adu (született Helen Folasade Adu, Ibadan, Nigéria, 1959. január 16. –) négyszeres Grammy-díjas nigériai–brit dalszerző, jazz- és pop-énekesnő.

## Életpályája
Nigériai apa és angol anya gyermekeként nőtt fel Nagy-Britanniában. Mielőtt 1984-ben a róla elnevezett csapattal a Channel 4 csatorna The Tube varietéműsorában debütált volna, két funky együttesben (Arriva és Pride) énekelt. 1986-ban szerepelt az Absolute Beginners filmben és az Um Anjo Caiu do Céu szappanoperában is. Jellegzetesen érzelemdús, „füstös” alt hangja van. A népszerű brit Sade együttes énekesnőjeként érte el legnagyobb sikereit a 80-as, 90-es években.
Együttesével 2002-ben Grammy-díjat kapott a Lovers Rock című albumáért a Legjobb vokális poplemez kategóriában. A Sade tagjai (1984 óta folyamatosan) Stuart Matthewman (gitár és szaxofon), Paul Denman (basszusgitár) és Andrew Hale (billentyűs hangszerek).

## Lemezei
- Diamond Life (1984)
- Promise (1985)
- Stronger Than Pride (1988)
- Love Deluxe (1992)
- The Best of Sade (1994)
- Lovers Rock (2000)
- Lovers Live (2002)
- Soldier of Love (2010)

## Koncertfelvételei
- Life, Promise, Pride, Love (Sony/Columbia, 1993)
- Sade – Live Concert Home Video (Sony/Columbia, 1994)
- Sade – Lovers Live (Sony Music Entertainment, 2002)
- Bring Me Home – Live 2011 (2012)